# Medlemmer af byrådet i Græsted-Gilleleje Kommune 2002-2005
Til byrådet i Græsted-Gilleleje Kommune valgtes ved kommunalvalget den 20. november 2001 19 mandater, der alle tiltrådte 1. januar 2002.
Mandatfordelingen var som følger:
| Liste                                     | Parti                       | Spidskandidat         | Mandater | +/- |
| ----------------------------------------- | --------------------------- | --------------------- | -------- | --- |
| A                                         | Socialdemokratiet           | Mogens Madsen         | 3        | -2  |
| C                                         | Det Konservative Folkeparti | Jan Ferdinandsen      | 1        | 0   |
| F                                         | Socialistisk Folkeparti     | Willy Christiansen    | 2        | 0   |
| O                                         | Dansk Folkeparti            | Mads Brinch Jespersen | 1        | +1  |
| Q                                         | Kristeligt Folkeparti       | Kirsten Hørup         | 1        | +1  |
| V                                         | Venstre                     | Jannich Petersen      | 11       | 0   |
| Partier, der ikke opnåede repræsentation: |                             |                       |          |     |
| B                                         | Det Radikale Venstre        | Peter Sørensen        | 0        | 0   |
| D                                         | Centrum-Demokraterne        | Heidi Westermann      | 0        | 0   |
| G                                         | Græsted-Gilleleje Listen    | Peter Godtfredsen     | 0        | 0   |
| Z                                         | Fremskridtspartiet          | Erik Ravn             | 0        | 0   |

Jannich Petersen fra Venstre blev genvalgt til borgmester efter valget.

## De valgte medlemmer
| Navn                   | Parti                       |
| ---------------------- | --------------------------- |
| Helle Bartels          | Venstre                     |
| Marianne Christensen   | Socialdemokratiet           |
| Birgit Christiansen    | Socialistisk Folkeparti     |
| Willy Christiansen     | Socialistisk Folkeparti     |
| Jan Ferdinandsen       | Det Konservative Folkeparti |
| Per Holm               | Venstre                     |
| Kirsten Hørup          | Kristeligt Folkeparti       |
| Lau Jensen             | Venstre                     |
| Mads Brinch Jespersen  | Dansk Folkeparti            |
| Morten Jørgensen       | Venstre                     |
| Lisbet Larsen          | Venstre                     |
| Mogens Madsen          | Socialdemokratiet           |
| Bo Jul Nielsen         | Socialdemokratiet           |
| Ole Christian Pedersen | Venstre                     |
| Carsten Petersen       | Venstre                     |
| Jannich Petersen       | Venstre                     |
| Sólrun Løkke Rasmussen | Venstre                     |
| Birgit Roswall         | Venstre                     |
| Per Roswall            | Venstre                     |